# Claude Chabrol
Claude Henri Jean Chabrol (Parijs, 24 juni 1930 – aldaar, 12 september 2010) was een Frans filmregisseur, voornamelijk bekend om zijn op Alfred Hitchcock geïnspireerde mysteries. In zijn films vertelde hij vaak op een afstandelijke wijze persoonlijke relaties. Ze spelen zich voornamelijk af in en geven kritiek op de bemiddelde middenklasse, het milieu waarin hij opgroeide. Chabrol wordt beschouwd als een van de grondleggers van de nouvelle vague.

## Biografie
Claude Chabrol werd geboren in een middenklassegezin in Parijs. Hij is driemaal getrouwd geweest. Met zijn eerste vrouw Agnès Goute (gehuwd 1952) had hij twee zoons, Jean-Yves (1954) en Matthieu (1956). Vanaf 1959 had hij een relatie met actrice Stéphane Audran, met wie hij in 1963 een zoon kreeg: Thomas. In 1964 scheidde hij van Agnès Goute en trouwde datzelfde jaar met Stéphane Audran. Zoon Jean-Yves werd later architect, Matthieu filmcomponist en Thomas acteur. Claude en Matthieu Chabrol werken vanaf de jaren zeventig regelmatig samen. Chabrol en Audran scheidden in 1980. Van 1981 tot zijn dood in 2010 was Chabrol getrouwd met actrice Aurore Paquiss.

### Carrière
Chabrol studeerde eerst farmacie. Na in militaire dienst te zijn geweest ontwikkelde hij een interesse voor de film. Hij werkte korte tijd voor de publiciteitsafdeling van de Franse tak van 20th Century Fox en verbond zich in de jaren vijftig als schrijver en criticus aan het beroemde filmtijdschrift Cahiers du cinéma. De critici die aan dit blad verbonden waren - naast Chabrol o.a. Éric Rohmer, Jean-Luc Godard, François Truffaut en Jacques Rivette - ontwikkelden belangrijke theorieën over bv. het maken van films en het auteurschap van de filmregisseur - zo schreef Chabrol samen met Rohmer in 1957 een belangrijke studie naar het werk van Alfred Hitchcock.
Deze groep critici ging later ook filmmaken en vormde de aanzet voor de vernieuwende filmbeweging  nouvelle vague. Chabrol was in 1958 de eerste van de groep critici die zijn eigen films ging maken en wordt daarom vaak gezien als de grondlegger van de beweging. Zijn debuutfilm was Le Beau Serge (1958). Chabrol regisseerde en produceerde deze film en schreef zelf het scenario. Hij richtte zijn eigen productiemaatschappij op, AJYM, waarmee hij ook andere nouvelle vague-regisseurs als Rivette, Rohmer en Philippe de Broca kon ondersteunen.
Met zijn eerste films, zoals Les Cousins (1959) en Les Bonnes Femmes (1960), maakte hij wereldwijd naam bij verscheidene critici. Commercieel succes bleef echter uit en in de jaren zestig maakte hij enkele films die geld binnenbrachten, maar slechte recensies kregen. Hij wist de critici pas weer te overtuigen met Les Biches (1968) en met La Femme infidèle (1969). In beide films speelde Stéphane Audran, zijn tweede vrouw en lange tijd zijn muze.
In zijn films uit de jaren zestig en begin jaren zeventig keren regelmatig dezelfde namen terug voor de hoofdpersonages: Charles, Paul en Helène. Ze komen (soms twee, soms alle drie) onder andere voor in Les Cousins (1959), La Femme infidèle (1969), Que la bête meure (1969), Le Boucher (1970) en Juste avant la nuit (1971). Deze films draaien meestal om de relatie tussen deze personages en tonen de gevaren van het bourgeoise onderdrukken van passies en driften, wat in zijn films leidt tot geweld en zelfs moord.
Later in de jaren zeventig maakte hij meer televisiefilms en internationale coproducties. Een van zijn meest gewaardeerde films uit de jaren zeventig is Violette Nozière uit 1978, zijn eerste film met Isabelle Huppert in de hoofdrol.
Vanaf de jaren tachtig begon hij een samenwerking met filmproducent Marin Karmetz. Een van de vier films die zij samen maakten in dat decennium was Une affaire de femmes uit 1988, over een Franse vrouw (gespeeld door Isabelle Huppert) die zich in de Tweede Wereldoorlog gedwongen ziet haar geld te verdienen met illegale abortussen. Begin jaren negentig maakte hij Dr. M (1990), een nieuwe versie van Fritz Langs Dr. Mabuse en een nieuwe filmversie van Madame Bovary (1991). In 1995 kreeg hij veel internationale waardering voor La Cérémonie, een film waarin naast Huppert ook o.a. Jacqueline Bisset, Sandrine Bonnaire en Jean-Pierre Cassel te zien zijn. De film werd genomineerd voor drie Césars en een Gouden Leeuw.
Claude Chabrol overleed in 2010 op 80-jarige leeftijd aan de gevolgen van leukemie en een daaruit resulterende klaplong. Hij ligt begraven op kerkhof van Père-Lachaise.

## Filmografie
- 1958: Le Beau Serge
- 1959: Les Cousins
- 1959: À double tour
- 1960: Les Bonnes Femmes
- 1961: Les Godelureaux
- 1962: Les Sept Péchés capitaux (segment)
- 1962: L'Œil du Malin
- 1963: Ophélia
- 1963: Landru
- 1964: Les Plus Belles Escroqueries du monde (segment)
- 1964: Le Tigre aime la chair fraîche
- 1965: Paris vu par... (segment)
- 1965: Marie-Chantal contre le docteur Kha
- 1965: Le Tigre se parfume à la dynamite
- 1966: La Ligne de démarcation
- 1967: Le Scandale
- 1967: La Route de Corinthe
- 1968: Les Biches
- 1969: La Femme infidèle
- 1969: Que la bête meure
- 1970: Le Boucher
- 1970: La Rupture
- 1971: Juste avant la nuit
- 1971: Ten Days' Wonder
- 1972: Docteur Popaul
- 1973: Les Noces rouges
- 1974: Nada
- 1975: Une partie de plaisir
- 1975: Les Innocents aux mains sales
- 1976: Les Magiciens
- 1976: Folies bourgeoises
- 1977: Alice ou la Dernière Fugue
- 1978: Blood Relatives
- 1978: Violette Nozière
- 1980: Le Cheval d'orgueil
- 1982: Les Fantômes du chapelier
- 1984: The Blood of Others
- 1985: Poulet au vinaigre
- 1986: Inspecteur Lavardin
- 1987: Masques
- 1988: Le Cri du hibou
- 1989: Une affaire de femmes
- 1990: Jours tranquilles à Clichy
- 1990: Dr. M
- 1991: Madame Bovary
- 1992: Betty
- 1993: L'Œil de Vichy
- 1994: L'Enfer
- 1995: La Cérémonie
- 1997: Rien ne va plus
- 1999: Au cœur du mensonge
- 2000: Merci pour le chocolat
- 2002: La Fleur du mal
- 2004: La Demoiselle d'honneur
- 2006: L'Ivresse du pouvoir
- 2007: La Fille coupée en deux
- 2009: Bellamy